# Der letzte Zug (2006)
Der letzte Zug ist ein deutscher Spielfilm aus dem Jahr 2006, der nach einem Original-Drehbuch (unter Pseudonym) von Artur Brauner entstand und auch von ihm produziert wurde. Regie führten Joseph Vilsmaier und Dana Vávrová.

## Handlung
Der Film schildert das Schicksal einiger der letzten Berliner Juden, die im April 1943 vom Gleis 17 des Bahnhofs Berlin-Grunewald aus mit der Eisenbahn nach Auschwitz verschickt werden. Zynischer Anlass ist der Geburtstag Hitlers, dem man als Geschenk ein „judenreines Berlin“ präsentieren möchte. Die Fahrt wird sechs Tage dauern, Wasser und Lebensmittel sind Mangelware, die Situation im Zug ist unerträglich. Einige der in Viehwaggons gepferchten Menschen versuchen aus dem Waggon auszubrechen. Unter ihnen sind das Ehepaar Neumann, eine junge Frau, Ruth Zilbermann und ihr Freund Albert Rosen. Der zwölf Monate alte Sohn der Neumanns verstirbt auf Grund der Strapazen des Transports. Im Laufe des Films versterben auf dramatisch inszenierte Weise mehrere weitere Charaktere, die dem Zuschauer zuvor nähergebracht wurden. Am Ende gelingt es nur jener Ruth Zilbermann, gemeinsam mit der Tochter der Neumanns am letzten Bahnhof vor Auschwitz zu fliehen. Henry Neumann und seine Frau werden beim Ausladen aus dem Waggon im KZ Auschwitz voneinander getrennt, Jakob Noschik wird unmittelbar erschossen. Die letzte Szene zeigt die entkommene Tochter der Neumanns, wie sie mit Blick zum Himmel betet.

## Hintergrund
Die Produktionskosten des Filmes beliefen sich auf 2,7 Millionen Euro und der Film wurde weitgehend in Tschechien gedreht. Vilsmaier hatte nach mehreren Wechseln im Filmstab die Regie übernommen. Während der Dreharbeiten bei Prag erlitt er eine Verletzung. Die Dreharbeiten mussten deswegen für zwei Wochen unterbrochen werden und auch anschließend war Vilsmaier nur bedingt einsatzfähig. Seine Ehefrau, die Schauspielerin Dana Vávrová, übernahm deswegen einen Großteil der Regiearbeit. Der Film hatte am 9. November 2006 seine Deutschlandpremiere.
Der Verleih nannte den Film ein „Holocaust-Drama“. Dieser relativ neue Kunstbegriff soll die Dramatisierung des Schicksals fiktiver Personen vor dem realen Hintergrund der deutschen Vernichtungs- und Konzentrationslager von vor 1945 beschreiben.

## Kritiken
Die anfänglichen Kritiken beurteilten den Film unterschiedlich.
Für Die Welt wirkt der Film „wie aus der Zeit geschlagen, und in seiner trotzigen Verweigerung von Historisierung dürfte er für viele jüngere Zuschauer als Schock daherkommen, die bereits an Holocaust light gewöhnt worden sind.“ Für Brauner habe sich mit dem Film ein Kreis geschlossen, da der Produzent damit an den Schauplatz seines ersten Filmes Morituri aus dem Jahr 1947 zurückkehrte. Die einzigen, die entkommen konnten, werden von polnischen Partisanen aufgenommen. Auch Brauner fand einst im Krieg Zuflucht bei den polnischen Partisanen.
Nach Ansicht des Rezensenten der Frankfurter Rundschau handelt es sich um einen „B-Movie der obskuren Sorte, dem nur das Unvermögen seiner Macher dabei im Wege steht, ganz in seinen Effekten aufzugehen.“
Der Spiegel hingegen beurteilt den Film als „nicht naiv, sondern mutig, nicht romantisch, sondern realistisch. Jüdische Deutsche, die wie Henry und Lea Neumann (Burkhard und Yavas) ums Überleben ihrer Kinder kämpfen; die wie Albert Rosen (Roman Roth) ihre Mitgefangenen befreien wollen oder wie der Kabarettist Jakob Noschik (Silbermann) ihre Gefährten trösten – es wird sie genau so gegeben haben. […] [Brauners] Dramaturgie beschwichtigt nicht, sondern ist agitatorisch mit den Mitteln der Fiktion.“
In der taz wird der Film ob seines „dekorativen Formats“ kritisiert: „[Es ist zynisch,] aus dem Abtransport der Berliner Juden so etwas zu machen wie die endlosen Fernsehserien mit der Eisenbahn über die Anden, ins wilde Kurdistan, nach Bagdad oder mit dem last train nach San Fernando.“
Das Lexikon des Internationalen Films konstatiert: „Der Versuch, das Noch-Nicht-Dargestellte sichtbar zu machen, scheitert, weil die Inszenierung den rigorosen Entwurf nicht umsetzt. Statt sich auf das Elend im Innern eines Waggons zu konzentrieren, verschafft der Film den Zuschauern durch unmotivierte Rückblenden immer wieder Verschnaufpausen und rettet sich ins Kunstgewerbliche.“

## Auszeichnungen
2007: Bayerischer Filmpreis – Spezialpreis der Jury für Joseph Vilsmaier und Dana Vávrová
Die Filmbewertungsstelle Wiesbaden zeichnete den Film mit dem Prädikat „besonders wertvoll“ aus.